# Tratado de Miramar
El Tratado de Miramar, o bien Convención de Miramar fue un tratado celebrado entre Napoleón III y Maximiliano I en el Palacio de Miramar el 10 de abril de 1864, antes de que Maximiliano y Carlota de Bélgica llegaran al trono en México a dar inicio al Segundo Imperio Mexicano.
En pocas palabras, este establecía lo siguiente con respecto al terreno militar:
"Que los soldados franceses permanecerán en México hasta que puedan ser reemplazados por un ejército mexicano digno de ese nombre; que
8000 hombres de la Legión Extranjera se quedarán ahí durante los seis años que seguirán la partida del cuerpo expedicionario;
que el retiro de los 38 000 hombres todavía presentes se hará progresivamente, y que 20 000 de ellos deberán quedarse en México hasta finales de 1866.
La convención establece que “cualesquiera que sean los acontecimientos que puedan producirse en Europa, al nuevo imperio nunca le faltará la ayuda de Francia”, una bella fórmula que se suponía que debería tranquilizar a Maximiliano”.

## Marco histórico

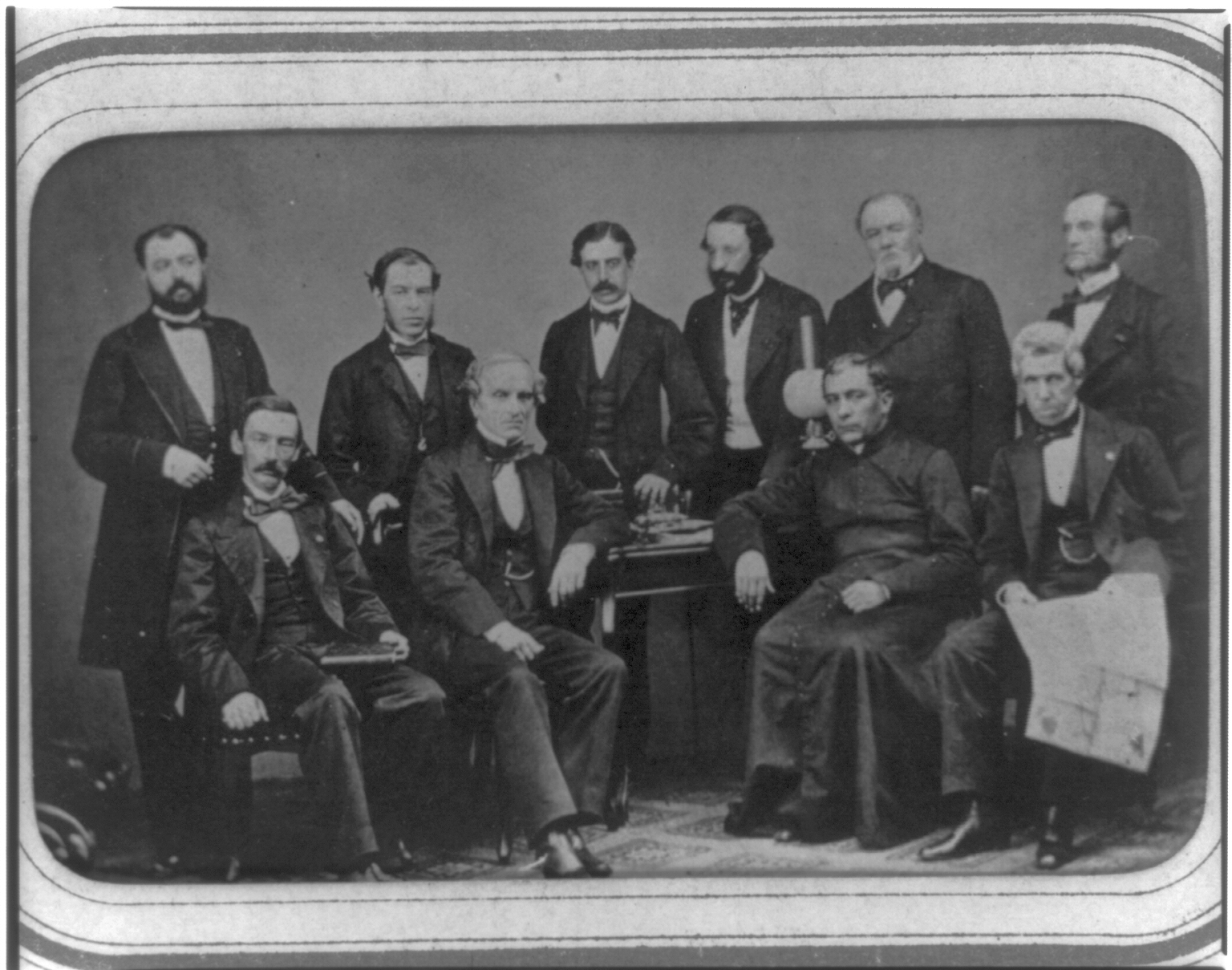
Comisión Mexicana en Miramar

Al término de la guerra de los Tres Años, también llamada guerra de Reforma, el gobierno de Benito Juárez, ante la crisis financiera que estaba sufriendo México, se vio obligado a suspender los pagos de las deudas a Francia, España e Inglaterra.
Como consecuencia de la suspensión de pagos, en 1861 las tres potencias europeas se reunieron en Londres; y en 1862, las tropas de dichos países viajaron a México con el fin de presionar a las autoridades mexicanas para que realizaran el pago de sus deudas. No obstante, el ministro mexicano de Relaciones Exteriores, Manuel Doblado logró convencer a España e Inglaterra que la suspensión de los pagos era algo temporal, pero no logró convencer a Francia. Convencidos por las palabras del gobierno mexicano, las tropas españolas e inglesas partieron de regreso a Europa; no obstante, las tropas francesas permanecieron en el territorio mexicano debido a que Napoleón III tenía planes de instaurar una monarquía en México. Los franceses avanzaron desde la costa hasta el centro del país, y ocuparon la Ciudad de México el 10 de abril de 1863.
Por otro lado, los conservadores mexicanos vieron con la presencia de los franceses una oportunidad para volver al poder; así que iniciaron el movimiento para instaurar en México una monarquía basada en aquella establecida en Europa. Con este propósito, los conservadores formaron la Asamblea de Notables y enviaron a José María Gutiérrez de Estrada y a Miguel Miramón a Europa, para convencer al archiduque de Austria, Fernando Maximiliano José de Habsburgo-Lorena, de aceptar el trono de México.
El mes de marzo de 1864, en el Palacio de las Tullerías, Napoleón y Maximiliano comenzaron a trabajar en el tratado de Miramar. No obstante, a Maximiliano I las cifras que Francia puso como condición, lo agobiaron. De entrada debía reconocer una deuda con Francia de 270 millones y comprometerse a pagar por soldado una cifra de 1,000 por año. Por otro lado, para los miembros del cuerpo legislativo mexicano, el Tratado de Miramar o bien la “gran idea”, ya no pertenecía a las aspiraciones de la época; para ellos, el tratado podría llegar a justificarse únicamente a condición de que no le costara dinero al Estado Mexicano.
El 12 de marzo, luego de muchas discusiones, se concluye el acuerdo, bajo la forma provisional de una convención, debido a que el tratado no podía ser firmado oficialmente antes de que Maximiliano hubiere sido emperador de México.
La firma oficial del Tratado de Miramar tuvo que esperar debido a que la ley de sucesión de la familia de los Habsburgo establecía que Maximiliano, después de su hermano, Francisco José, debía de acceder al trono de los Habsburgo en caso de que falleciera el único hijo del emperador de Austria, el archiduque Rodolfo de Habsburgo. Lo anterior causó una serie de disputas y conflictos entre los Habsburgo, los padres de Carlota de Bélgica y, sobre todo, entre Napoleón y Maximiliano debido a que tal conflicto implicaba que Francia ya no recibiría el pago por parte de México.
Lo anterior ocasionó que Napoleón se dirigiera directamente a Maximiliano para que este no defraudara las esperanzas que México y Francia tenían en él. Por lo tanto, Napoleón envió un telegrama que decía:
“Su majestad está comprometida conmigo, con México, con quienes firmaron el préstamo… una negativa estas alturas me parece imposible”
Finalmente, el 10 de abril de 1864, Maximiliano recibió a la comisión en el castillo de Miramar. Ante todos, Maximiliano se proclama como “elegido legítimo” por el pueblo mexicano y acepta la corona. Una vez declarado emperador oficial de México, Maximiliano procede a sus primeros actos de soberanía. Primero ratifica la convención del 12 de marzo, que pronto toma el nombre de “Tratado de Miramar”, el cual estaba constituido por 21 artículos en los que se establecían las condiciones de la permanencia de las tropas francesa en la nación mexicana y los términos del pago de la deuda mexicana; segundo, firma algunos decretos; y finalmente, designa a sus futuros colaboradores y embajadores.
El 28 de abril de 1864, Maximiliano y Carlota desembarcaron en el Puerto de Veracruz para dar inicio al Segundo Imperio Mexicano.

## Contenido del Tratado
“ Art. 1.º Las tropas francesas que se hallan actualmente en México serían reducidas lo más pronto posible a un cuerpo de 25,000 hombres, inclusa la legión extranjera.
Este cuerpo, para garantizar los intereses que han motivado la intervención, quedará temporalmente en México en las condiciones arregladas por los artículos siguientes:
Art. 2.º Las tropas francesas evacuaran a México, a medida que S.M. el Emperador de México pueda organizar las tropas necesarias para reemplazarlas.
Art. 3.º La legión extranjera al servicio de la Francia, compuesta de 8,000 hombres, permanecerá, sin embargo, todavía durante seis años en México, después que las demás fuerzas francesas hayan sido llamadas con arreglo al art 2.º. Desde este momento la expresada Legión Extranjera pasará al servicio y al sueldo del Gobierno mexicano. El Gobierno mexicano se reserva la facultad de abreviar la duración del empleo de la Legión Extranjera en México.
Art. 4.º Los puntos del territorio que hayan de ocupar las tropas francesas, así como las expediciones militares de estas tropas, si tienen lugar, serán determinadas de común acuerdo y directamente, entre S.M. el emperador de México y el comandante en jefe del cuerpo francés.
Art. 5.º En todos los puntos cuya guarnición no se componga exclusivamente de tropas mexicanas, el mando militar será devuelto al comandante francés. En caso de expediciones combinadas de tropas francesas y mexicanas, el mando superior de las fuerzas pertenecerá igualmente al comandante francés.
Art. 6.º Los comandantes franceses no podrán intervenir en ramo alguno de la administración mexicana.
Art. 7.º Mientras las necesidades del cuerpo de ejército francés requieran cada dos meses un servicio de transportes entre Francia y el puerto de Veracruz, el costo de este servicio, fijado en la suma de 400,000 francos por viaje de ida y vuelta, será a cargo del Gobierno mexicano y satisfecho en México.
Art. 8.º Las estaciones navales que Francia mantiene en las Antillas y en el océano Pacífico enviaran frecuentemente buques a mostrar el pabellón francés en los puertos de México.
Art. 9.º Los gastos de la expedición francesa en México, que debe reembolsar el Gobierno mexicano, quedan fijados en la suma de 270 millones por todo el tiempo de la duración de esta expedición hasta 1.º de julio de 1864. Esta suma causará interés a razón de un 3 por 100 anual.
Del 1.º de julio en adelante, los gastos del ejército mexicano quedan a cargo de México.
Art. 10.º La indemnización que debe pagar a la Francia el gobierno mexicano, por sueldo, alimento y manutención de las tropas del cuerpo de ejército, a contar del 1.º de julio de 1864, queda fijada en la suma de 1000 francos anuales por plaza.
Art. 11.º El Gobierno mexicano entregará inmediatamente al Gobierno francés la suma de 66 millones en títulos del empréstito, al precio de emisión, saber: 54 millones en deducción de la deuda mencionada en el artículo 1.º, 9.º, y 12 millones en abono de las indemnizaciones debidas a franceses, en virtud del art. 14.º de la presente convención.
Art 12.º Para el pago del exceso de los gastos de guerra y para el cumplimiento de los cargos mencionados en los artículos 7, 10 y el 14, el Gobierno mexicano se obliga a pagar anualmente a la Francia la suma de 25 millones en numerario. Esta suma será abonada: primero, a las sumas debidas en virtud de los expresados artículos 7 y 10; segundo, al monto en interés y capital de la suma señalada en el art 9.º; tercero, a las indemnizaciones que resulten debidas a súbditos franceses en virtud de los artículos 14 y siguientes.
Art 13.º El Gobierno mexicano entregará el último día de cada mes en México, en manos del pagador general del ejército, lo debido a cubrir los gastos de las tropas francesas que hayan quedado en México, con arreglo al artículo 10.
Art 14.º El Gobierno mexicano se obliga a indemnizar a los súbditos franceses, de los perjuicios que indebidamente hayan resentido y que motivaron la expedición.
Art 15.º Una comisión mixta, compuesta de tres franceses y de tres mexicanos, nombrados por sus respectivos Gobiernos, se reunirá en México dentro de tres meses, para examinar y arreglar esas reclamaciones.
Art 16.º Una comisión de revisión, compuesta de dos franceses y de dos mexicanos, designados del mismo modo, establecida en París, procederá a la liquidación definitiva de las reclamaciones admitidas ya por la comisión en el artículo procedente, y resolverá, respecto de aquellas cuya decisión le haya sido reservada.
Art 17.º El Gobierno francés pondrá en libertad a todos los prisioneros de guerra mexicanos, luego que el emperador entre en sus Estados.
Art 18.º La presente convención será ratificada y las ratificaciones serán cambiadas lo más pronto posible.
Hecho en el palacio de Miramar, el 1.º de abril de 1864. -Firmado: Herbert.- Joaquín Velázquez de León.
Además de los artículos mencionados anteriormente, hubo otros artículos adicionales secretos:
1.º Habiendo aprobado S.M. el emperador de México, los principios y las promesas anunciadas en la proclama del general Forey, de once de junio de 1863, y las medidas adoptadas por la Regencia y por el general en jefe francés, con arreglo a esta declaración ha resuelto S.M. hacer saber sus intenciones sobre el particular en un manifiesto a su pueblo.
2.º S.M. El emperador de los franceses declara, por su parte, que la fuerza efectiva actual de treinta y ocho mil hombres del cuerpo francés, no la reducirá, sino gradualmente y de año en año; de manera que el número de las tropas francesas quede en México, comprendiendo la Legión Extranjera, sea de: 28,000 hombres en 1865; 25,000 hombres en 1866; y 20,000 hombres en 1867.
3.º Cuando con arreglo a lo pactado en el artículo 3.º de la Convención pase la Legión Extranjera al servicio de México, y sea pagada por este país, como continuara sirviendo a una causa que a Francia le interesa, el general y los oficiales que formen parte de ella, conservarán su calidad de franceses y su derecho a ascensos en el ejército francés, con arreglo a la ley.
Hecho en el palacio de Miramar, el 10 de abril de 1864. –Firmado: Herbert.- Velázquez de León. ”